# Maciej Radel
Maciej Radel (ur. 14 listopada 1984 w Bielsku Podlaskim) – polski aktor teatralny i filmowy oraz lektor.

## Życiorys
W 2003 zdał maturę w III Liceum Ogólnokształcącym w Białymstoku. Ukończył studia na Wydziale Aktorskim Państwowej Wyższej Szkoły Filmowej, Telewizyjnej i Teatralnej w Łodzi.
Uczęszczał do zespołu teatralnego „Mandragora”. Był uczestnikiem warsztatów: wokalnych Morka (2004), teatralnych z Gardzienicami (2005) i dramaturgiczno-aktorskich ze Zbigniewem Brzozą (2006). Został laureatem Przeglądu Piosenki Aktorskiej w Koszalinie „Reflektor” (grudzień 2005) i Indywidualnej Nagrody im. J. Słowikowskiego na Przeglądzie Piosenki Poetyckiej Canticum Poeticum (Łódź, 2006).

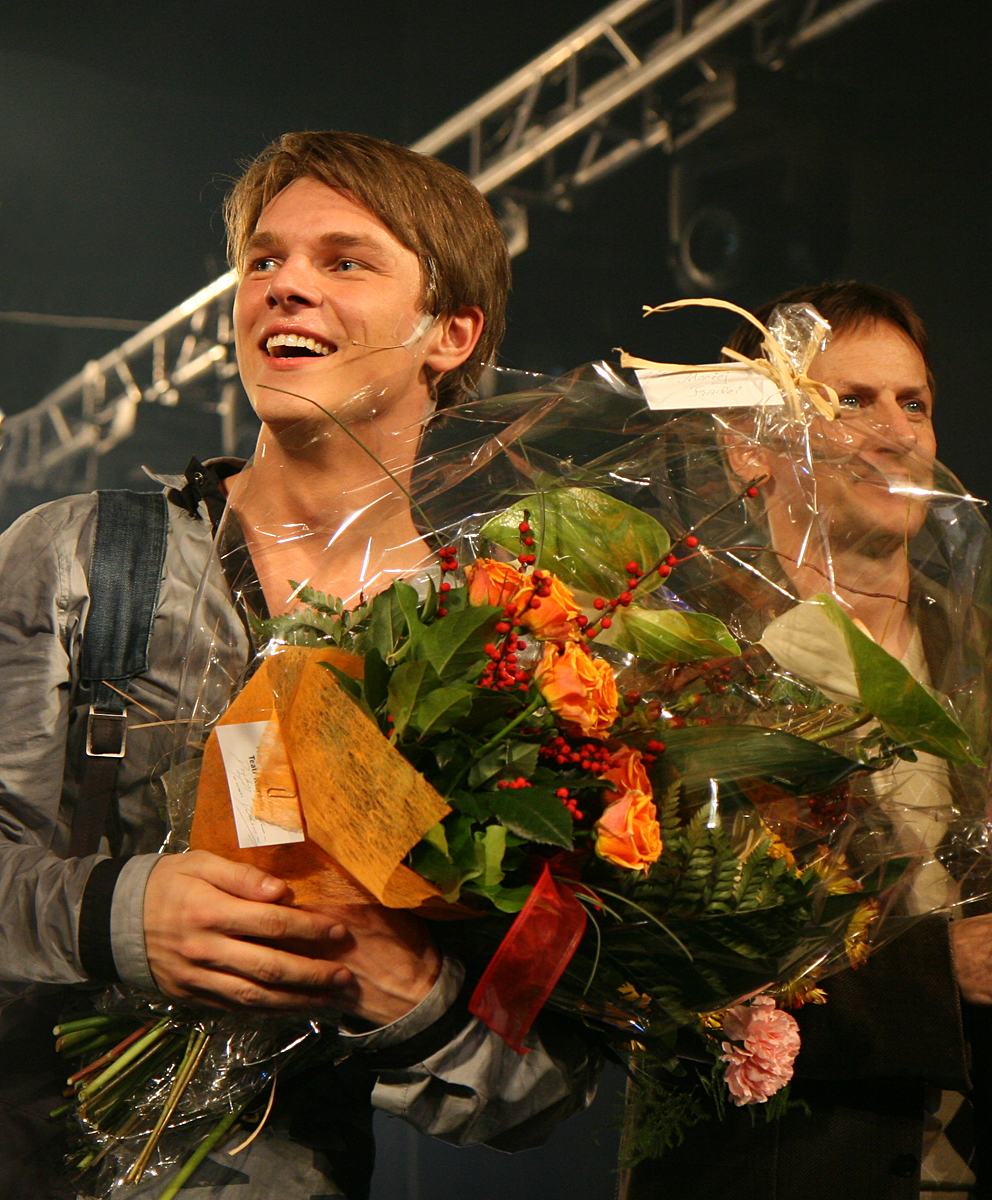
Radel (2008)

Na małym ekranie zadebiutował rolą Konstantego Matuszki, studenta medycyny w serialu Na dobre i na złe (2007–2010). Zagrał Wojciecha Bażanta, asystenta i syna Pshemko w serialu BrzydUla (2008–2009, od 2020) i reżysera w serialu Za marzenia (2018–2019). Od czerwca 2021 występuje w internetowym programie rozrywkowym Dzikie ucho. Uczestniczył w 16. edycji programu rozrywkowego telewizji Polsat Twoja twarz brzmi znajomo (2022).

## Filmografia
- 2007–2010: Na dobre i na złe – student medycyny Konstanty Matuszka
- 2008: Stary człowiek i pies – Michał Krajewski, student Roberta w filmówce
- 2008–2009, 2020–2022: BrzydUla – Wojciech Wycior vel Bażant
- 2009: Teraz albo nigdy! – grafik (odc. 35)
- 2009: Królowa śniegu – Krzysiek
- 2009: Generał Nil – Michał
- 2011: Wiadomości z drugiej ręki – pracownik biura podróży (odc. 42)
- 2012: Hotel 52 – znajomy chłopak (odc. 62)
- 2012: Czas honoru – handlarz (odc. 65)
- 2013: Pierwsza miłość – Marcin, kolega Radosława Zielińskiego
- 2014: W cztery oczy – barman
- 2015: Ojciec Mateusz – Waldek Nowak (odc. 183)
- 2016: Na Wspólnej – Dariusz Knapik (odc. 2197, 2218)
- 2017–2019: Za marzenia – reżyser
- 2019: Komisarz Alex – Arkadiusz Włoch „Małolat” (odc. 156)
- 2020: Angel.A – Onuris
- 2020: Ludzie i bogowie – Otto Zander
- 2022: Walka karnawału z postem – Otto von Wachter
- 2022: Demurg – spiker radiowy
- 2023: Komisarz Alex – Karol Draba (odc. 249)
- 2023: Teściowie – fotograf Miron (odc. 5, 15)
- 2024: Intersection – lokaj
- 2024: Lady Love – Peter

## Teatr
- Teatr Polski w Bydgoszczy:

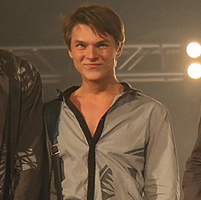
Maciej Radel, 2008

  - 2007: Powrót Odysa (reż. Paweł Wodziński), jako Telemak
  - 2007: Drugie zabicie psa (reż. Wiktor Rubin), jako Azderbal
  - 2008: Kajtuś czarodziej (reż. Łukasz Kos, jako Kajtuś
  - 2008: Sprawa Dantona (reż. Paweł Łysak), jako Kamil Demoulines
  - 2008: We are the Champions. Piosenki sportowe (reż. Łukasz Gajdzis)
- Teatr Dzieci Zagłębia w Będzinie:
  - 2007: Chłopiec z gwiazd (reż. Wojciech Malajkat), jako Chłopiec z Gwiazd
- Teatr Komedia w Warszawie:
  - 2008: Boyband (reż. Tomasz Dutkiewicz), jako Matt
  - 2016: Człowiek dwóch szefów
- Teatr „Polonia” w Warszawie:
  - 2009: Bagdad Café (reż. Krystyna Janda), jako Moe
- Och-Teatr w Warszawie:
  - The Rocky Horror Show (reż. Tomasz Dutkiewicz), jako Rocky
- Teatr Syrena w Warszawie:
- 2010: Kot w Butach (reż. Jacek Bończyk), jako Młody
- 2010: Pan Tadeusz i inne obce języki (reż. Joanna Szczepkowska)